# Helmut Zinke
Helmut „Max“ Zinke (geb. 20. August 1930 in Dippach (heute im Wartburgkreis); gest. 19. Februar 2020) war ein deutscher Sprengmeister und Leiter des Munitionsbergungsdienstes Erfurt. Sein Geburtsort Dippach und die Stadt Nordhausen ernannten ihn zum Ehrenbürger. Er entschärfte über 800 Bomben, 246 davon in Nordhausen, und wurde hochdekoriert.

## Leben und Wirken
Helmut Zinke wurde als Sohn des Bergmanns Willy Zinke und der Hausfrau Luise Zínke geboren. In den letzten Tagen des Zweiten Weltkriegs war er als 14-Jähriger noch dem Volkssturm zugeteilt worden und wurde an der Panzerfaust ausgebildet. Die Rote Armee verpflichtete ihn zum Abbau verbliebener Maschinen als Reparationsleistung. Von 1948 bis 1950 absolvierte Zinke eine Ausbildung zum Brauer in Berka/Werra. Er erkrankte an Tuberkulose. In Springen bei Dorndorf an der Werra arbeitete er dann in einem Kali-Betrieb. Ein Schlüsselerlebnis für den jungen Helmut Zinke und seine weitere Berufswahl war Anfang der 1950er Jahre der Anblick von fünf durch eine gefundene Granate getöteten Kindern. Nach entsprechender Ausbildung wurde er 1955 geprüfter Sprengmeister, 1962 Betriebsleiter im Munitionsbergungsbetrieb Erfurt mit über 100 Mitarbeitern. Er wurde Mitglied der SED. Ab 1964 gehörte Zinke der Deutschen Volkspolizei an und bekleidete bald den Dienstgrad eines Majors der VP. Während des Vietnamkrieges nahm er 1974 an einem Projekt der „Sozialistischen Hilfe“ teil, bei dem er Vietnamesen in ihrem Land im Entschärfen von Bomben ausbildete. Zum Aufgabenbereich von Zinke in Thüringen gehörte die Bergung und Vernichtung von Fundmunition, von Gewehrpatronen bis zu 40-Zentner-Minenbomben (von denen er selber fünf entschärfte). Auch die Unschädlichmachung und Entsorgung von Chemiewaffen, ebenso wie die Vernichtung selbstgebauter Brandsätze und Bomben. Einen breiten Raum nahm auch die Schulung der Mitarbeiter ein, unter denen es in Zinkes Zeit keinen tödlichen Unfall gab. Mit besonderer Hingabe widmete er sich der Öffentlichkeitsarbeit über die Gefahren von Fundmunition, besonders unter Schülern.
Bis 1990 entschärfte Zinke insgesamt 800 Bomben und Luftminen aus dem Zweiten Weltkrieg. Alleine in Nordhausen, das am 3. und 4. April 1945 die schwersten Bombenangriffe auf Thüringen erlebt hatte, entschärfte Zinke in 600 Einsätzen 248 Blindgänger. Ihm wurde bereits am 7. Oktober 1969 (bis dahin 121 Bomben entschärft) von der Stadt Nordhausen die Ehrenbürger-Würde verliehen.
1986 wurde bei Zinke eine Kehlkopferkrankung festgestellt, die erfolgreich operiert wurde. 1990 wurde er invalidisiert. Sein letzter Dienstgrad bei der Volkspolizei war Oberstleutnant, später Polizeioberrat a. D. Mit der Begründung einer zu großen Nähe zum DDR-System wurde Zinke nach der Wiedervereinigung die Rente gekürzt, wogegen er erfolgreich klagte.
Zinke war verheiratet und hatte mit seiner Frau Christa einen 1964 geborenen Sohn Jörg.
In einer in der Presse veröffentlichten Würdigung von Helmut Zinke nach seinem Tod schrieben der amtierende Oberbürgermeister von Nordhausen und fünf frühere (Ober-)Bürgermeister: „Die Stadt Nordhausen wird ihn in bester Erinnerung behalten und ihm im Geiste immer mit Demut gegenüberstehen“.

## Ehrungen und Auszeichnungen
- 1966 Ehrenbürger von Dippach
- Verdienstmedaille der DDR
- 1969 Ehrenbürger von Nordhausen
- Held der Arbeit
- Vaterländischer Verdienstorden in Bronze
- Ehrengabe der Stadt Weimar
- 1985 Ehrenpreis der Stadt Pößneck
- 2009: Verdienstkreuz am Bande des Verdienstordens der Bundesrepublik Deutschland

Insgesamt erhielt Zinke für seine Verdienste 45 Orden und Ehrenzeichen.